# 1965年の映画
1965年の映画（1965ねんのえいが）では、1965年（昭和40年）の映画分野の動向についてまとめる。
1964年の映画 - 1965年の映画 - 1966年の映画

## 出来事

### 世界
- フランス、ヌーヴェルヴァーグが衰退し、代わってコメディ映画やアクション映画の人気が高まる[1]。
- 3月2日 - 米国、『サウンド・オブ・ミュージック』（ロバート・ワイズ監督）公開[2]、大ヒット[1]。
- 5月28日 - 第18回カンヌ国際映画祭で審査員特別賞を小林正樹監督『怪談』が受賞[3][4][5]。しかし、製作のにんじんくらぶが製作費のオーバーで経営危機になる[3]。また、市川崑監督『東京オリンピック』が国際批評家賞受賞[6][注 1]。
- 6月7日 - 米国ニューヨークの東宝直営劇場、東宝シネマ閉館[7]。
- 7月 - ピンク映画『壁の中の秘事』（若松孝二監督）を西ドイツの業者が第15回ベルリン国際映画祭に出品[3]。映倫は抗議のために、翌年（1966年）の映画祭をボイコットした[3]。
- 9月10日 - 第26回ヴェネツィア国際映画祭で黒澤明監督『赤ひげ』がサン・ジョルジョ賞・国際カトリック映画事務局賞・ベニス市長賞[5][8][注 2]、主演の三船敏郎は男優賞受賞[5][3]。

### 日本
- 1月
  - 1月15日 - 東映、内田吐夢監督『飢餓海峡』公開[9]。
  - 1月23日 - 東映新労働組合連合結成[10]。
- 2月
  - 2月5日 - 映連配給部会、スクリーンクォータ案（日本映画特別上映制度）検討[11]。適用の劇場は全国8大都市東宝系14、松竹系7、東映系1[12]。指定の洋画専門劇場には年間40日以上の邦画上映を義務付ける[7]。
  - 2月27日 - 松竹・東急洋画チェーン発足[10][13]。東京地区で過当競争防止と東宝洋画興行圏への対抗を主目的とした連合[7]。東映の丸の内・浅草・新宿・渋谷東映パラス4劇場も参加[10]。スーパーロードショー系（東劇、新宿ピカデリー、渋谷東急）、Aロードショー系（渋谷パンテオン、新宿ミラノ座、 丸の内東映パラス）、Bロードショー系（新宿東急、池袋東急、渋谷全線座、浅草ロキシー）、一般封切8館[7]。丸の内ピカデリー、東銀座・松竹セントラル、丸の内松竹は単独ロードショー劇場[7]。
- 3月
  - 松竹京都撮影所が閉鎖されることが発表される[3]。撮影所は8月末に閉鎖された[3]。東宝争議以来、16年ぶりの大合理化で映画界に再び合理化の波到来[7]。
  - 3月10日 - スポーツ記録映画の枠を超えた演出の長編記録映画『東京オリンピック』（市川崑監督）に対し、河野一郎オリンピック担当大臣がクレーム[13][3][注 3]。記録か芸術かの賛否論争になる[13]。
  - 3月20日 - 市川崑監督『東京オリンピック』が東宝系で封切られ、〔最終的には〕2000万人動員を達成する[3][13]。
  - 3月24日 - 東宝有楽ビル落成（4月1日より開業）[13]。
- 4月
  - 大映争議[3]。5月21日、大映東京撮影所に機動隊二百数十人が出動した[3]。
  - 4月1日 - 日比谷映画劇場『007/ゴールドフィンガー』が大ヒット、8週間興行・総入場人員 39万9146人[13]。
  - 4月18日 - 東映、高倉健主演の「網走番外地」シリーズが始まり、大人気[9]。
- 5月
  - 5月1日 - 東京・テアトル東京と大阪・OS劇場のシネラマ方式を映写機1台方式に『地中海の休日』[14]の公開から変更[13]。
  - 5月3日 - 大阪東映地下劇場が大阪東映パラス劇場に、神戸東映地下劇場が神戸東映パラス劇場に改称[10]。
  - 5月8日 - 東映俳優クラブ組合結成（委員長：中村錦之助）[10]。8月16日、「組合」を解消し、「親睦団体」になることを表明[10]。
  - 5月21日 - 著作権法改正案公表[7]。著作権の保護期間を現行35年から主要国なみの50年に延長、映画の著作権は映画製作者（映画会社）に帰属させるなど[7]。
- 6月
  - 武智鉄二監督『黒い雪』を警視庁が猥褻物陳列罪容疑で配給の日活と製作の第三プロを手入れ[3][4]。6月16日、映倫、『黒い雪』に対する審査ミス認める[7]。
  - 6月1日 - 洋画専門映画館での「日本映画特別上映制度[注 4]」がスタート[7][5]。
  - 6月19日 - 東宝の「日本映画特別上映制度」第1弾として『太平洋奇跡の作戦 キスカ』を東京・日比谷映画劇場、大阪・北野劇場、名古屋・名宝スカラ座で公開[5]。
  - 6月26日 - 協同組合日本シナリオ作家協会設立[7][15]。
- 7月
  - 7月10日 - 『関東やくざ者』（小沢茂弘監督）[16] / 『続 網走番外地』（石井輝男監督）公開、ヒット[10]。
  - 7月19日 - 東京都興行生活衛生同業組合（都興組）で深夜興行の自主規制強化決議[7]。補導員を巡回させ、未成年者の入場を監視[7]。
  - 7月24日 - 『宮本武蔵 巌流島の決斗』（内田吐夢監督）、東京・丸の内東映劇場で特別ロードショー、好成績[10]。
- 8月
  - 8月12日 - 『日本侠客伝 関東篇』（マキノ雅弘監督） / 『ダニ』[17]封切、ヒット[10]。
  - 8月28日 - 松竹、製作部門 (松竹大船撮影所)の製作本数減産にともなう合理化発表[7]。
  - 8月31日 - 「東映友の会」、本部・支部事務局を廃止し、機関誌を休刊[10]。
- 9月
  - 9月11日 - 東京・浅草東映劇場、映画と外部タレントによる歌謡曲実演興行実施[10]。
  - 9月29日 - 全国興行生活衛生同業組合連合会、深夜興行を認める[5]。
- 10月
  - 10月1日 - 東映、高倉健主演の任侠映画『昭和残侠伝』（佐伯清監督）が公開され、大ヒット[10][9]。
  - 10月31日 - 『網走番外地 望郷篇』（石井輝男監督） / 『関東破門状』[18]封切、ヒット[10]。
- 11月
  - 日活、150名の希望退職募集[19]。
  - 11月6日 - 日比谷スカラ座でリバイバル公開の『慕情』（ヘンリー・キング監督）がヒット[7]。『王様と私』、『南太平洋』、『嵐が丘』などが続き、洋画配給界に第1次リバイバルブーム[7]。
- 12月
  - 12月6日 - 東映、東映東京制作所と東映京都制作所設立[10]。経営立て直しのため、製作部門を2分割[10]。
  - 12月15日 - 映倫、広告物に対する初の宣伝広告倫理活動推進委員会開催[7]。
  - 12月25日 - イタリア映画『荒野の用心棒』（セルジオ・レオーネ監督）公開[20]、ヒット[7]。「マカロニ・ウェスタン」がブーム（1970年頃まで）[7]。

## 周年
- 創業70周年
  - 松竹

## 日本の映画興行
- 入場料金（大人）
  - 350円[21]
  - 236円（統計局『小売物価統計調査（動向編） 調査結果』[22] 銘柄符号 9341「映画観覧料」）[23]
- 入場者数 3億7268万人[24] - ピーク時の11億人（1958年）から映画人口が3分の1に減少[3]。
- 興行収入 755億600万円[24]

| 配給会社 | 年間配給収入 (単位：百万円) | 前年対比 |
| -------- | --------------------------- | -------- |
| 松竹     | 2,525                       | 097.0%   |
| 東宝     | 5,493                       | 127.0%   |
| 大映     | 3,627                       | 089.8%   |
| 東映     | 5,425                       | 092.5%   |
| 日活     | 4,582                       | 084.1%   |

出典: 東宝 編『東宝75年のあゆみ 1932 - 2007 資料編』（PDF）東宝、2010年4月、48頁。

## 各国ランキング

### 日本配給収入ランキング
| 順位 | 題名                     | 配給 | 配給収入    |
| ---- | ------------------------ | ---- | ----------- |
| 1    | 赤ひげ                   | 東宝 | 3億6159万円 |
| 2    | 網走番外地 北海篇        | 東映 | 2億9490万円 |
| 3    | 関東果し状               | 東映 | 2億5185万円 |
| 4    | 網走番外地 望郷篇        | 東映 | 2億4780万円 |
| 5    | 日本侠客伝 関東篇        | 東映 | 2億4111万円 |
| 6    | 続 網走番外地            | 東映 | 2億2376万円 |
| 7    | 大冒険                   | 東宝 | 2億1851万円 |
| 8    | クレージーの無責任清水港 | 東宝 | 1億8776万円 |
| 9    | 怪獣大戦争               | 東宝 | 1億8755万円 |
| 10   | 四つの恋の物語           | 日活 | 1億8000万円 |

出典:『キネマ旬報ベスト・テン85回全史 1924-2011』キネマ旬報社〈キネマ旬報ムック〉、2012年5月、220頁。ISBN 978-4873767550。
| 順位 | 題名                         | 製作国                            | 配給                       | 配給収入    |
| ---- | ---------------------------- | --------------------------------- | -------------------------- | ----------- |
| 1    | 007/ゴールドフィンガー       | イギリスの旗 · アメリカ合衆国の旗 | ユナイテッド・アーティスツ | 7億0632万円 |
| 2    | マイ・フェア・レディ         | アメリカ合衆国の旗                | ワーナー・ブラザース       | 6億5282万円 |
| 3    | サウンド・オブ・ミュージック | アメリカ合衆国の旗                | 20世紀フォックス           | 4億2327万円 |
| 4    | わんわん物語 （リバイバル）  | アメリカ合衆国の旗                | ブエナ・ビスタ映画         | 3億6702万円 |
| 5    | シャイアン                   | アメリカ合衆国の旗                | ワーナー・ブラザース       | 3億1481万円 |
| 6    | 大列車作戦                   | アメリカ合衆国の旗                | ユナイテッド・アーティスツ | 2億4160万円 |
| 7    | サーカスの世界               | アメリカ合衆国の旗                | コロンビア ピクチャーズ    | 2億0480万円 |
| 8    | 脱走特急                     | アメリカ合衆国の旗                | 20世紀フォックス           | 1億9651万円 |
| 9    | 偉大な生涯の物語             | アメリカ合衆国の旗                | ユナイテッド・アーティスツ | 1億6156万円 |
| 10   | ダンケルク                   | フランスの旗 · イタリアの旗       | ヘラルド                   | 1億4932万円 |

出典:『キネマ旬報ベスト・テン85回全史 1924-2011』キネマ旬報社〈キネマ旬報ムック〉、2012年5月、221頁。ISBN 978-4873767550。

### 北米興行収入ランキング
| 順位 | 題名                           | スタジオ                   | 興行収入     | 出典   |
| ---- | ------------------------------ | -------------------------- | ------------ | ------ |
| 1.   | サウンド・オブ・ミュージック*  | 20世紀フォックス           | $163,214,286 | [ 28 ] |
| 2.   | ドクトル・ジバゴ*              | MGM                        | $111,721,910 | [ 29 ] |
| 3.   | 007/サンダーボール作戦         | ユナイテッド・アーティスツ | $63,595,658  | [ 30 ] |
| 4.   | 素晴らしきヒコーキ野郎         | 20世紀フォックス           | $31,111,111  | [ 31 ] |
| 5.   | シャム猫FBI/ニャンタッチャブル | ウォルト・ディズニー       | $28,068,222  | [ 32 ] |
| 6.   | グレートレース                 | ワーナー・ブラザース       | $25,333,333  | [ 33 ] |
| 7.   | キャット・バルー               | コロンビア ピクチャーズ    | $20,666,667  | [ 34 ] |
| 8.   | 何かいいことないか子猫チャン   | ユナイテッド・アーティスツ | $18,820,000  | [ 35 ] |
| 9.   | シェナンドー河                 | ユニバーサル映画           | $17,268,889  | [ 36 ] |
| 10.  | 脱走特急                       | 20世紀フォックス           | $17,111,111  | [ 37 ] |

(*) リバイバル公開分も含む累計興行収入

## 日本公開映画
1965年の日本公開映画を参照。

## 受賞
- 第38回アカデミー賞
  - 作品賞 - 『サウンド・オブ・ミュージック』
  - 監督賞 - ロバート・ワイズ（『サウンド・オブ・ミュージック』）
  - 主演男優賞 - リー・マーヴィン（『キャット・バルー』）
  - 主演女優賞 - ジュリー・クリスティ（『ダーリング』）

- 第23回ゴールデングローブ賞
  - 作品賞 (ドラマ部門) - 『ドクトル・ジバゴ』
  - 主演女優賞 (ドラマ部門) - サマンサ・エッガー（『コレクター』）
  - 主演男優賞 (ドラマ部門) - オマー・シャリフ（『ドクトル・ジバゴ』）
  - 作品賞 (ミュージカル・コメディ部門) - 『サウンド・オブ・ミュージック』
  - 主演女優賞 (ミュージカル・コメディ部門) - ジュリー・アンドリュース（『サウンド・オブ・ミュージック』）
  - 主演男優賞 (ミュージカル・コメディ部門) - リー・マーヴィン（『キャット・バルー』）
  - 監督賞 - デヴィッド・リーン（『ドクトル・ジバゴ』）

- 第31回ニューヨーク映画批評家協会賞 - 『ダーリング』

- 第18回カンヌ国際映画祭
  - グランプリ - 『ナック』（リチャード・レスター）
  - 監督賞 - リビィウ・チューレー（『PADUREA SPINZURATILOR』）
  - 男優賞 - テレンス・スタンプ（『コレクター』）
  - 女優賞 - サマンサ・エッガー（『コレクター』）

- 第26回ヴェネツィア国際映画祭
  - 金獅子賞 - 『熊座の淡き星影』 (ルキノ・ヴィスコンティ)
  - 男優賞 - 三船敏郎 (『赤ひげ』)
  - 女優賞 - アニー・ジラルド (『マンハッタンの哀愁』)[38]

- 第15回ベルリン国際映画祭
  - 金熊賞 - 『アルファヴィル』 (ジャン＝リュック・ゴダール)

- 第16回ブルーリボン賞
  - 作品賞 - 『赤ひげ』
  - 主演男優賞 - 三船敏郎（『赤ひげ』）
  - 主演女優賞 - 若尾文子（『清作の妻』『波影』）
  - 監督賞 - 山本薩夫（『にっぽん泥棒物語』『証人の椅子』）

- 第39回キネマ旬報ベスト・テン
  - 外国映画第1位 - 『8 1/2』
  - 日本映画第1位 - 『赤ひげ』

- 第20回毎日映画コンクール
  - 日本映画大賞 - 『赤ひげ』

- 第20回文部省芸術祭賞
  - 映画部門（日本劇映画） - 受賞作なし
  - 映画部門（日本記録映画） - 『姫路城』[39][注 5]
  - 映画部門（外国映画） - 『8 1/2』[40][41]

## 誕生
- 1月5日 - 佐久間レイ、日本の声優
- 1月9日 - 一路真輝、日本の女優
- 1月22日 - ダイアン・レイン、アメリカの女優
- 2月17日 - 吹越満、日本の俳優
- 3月16日 - 鳥越マリ、日本の女優
- 3月21日 - 山崎和佳奈、日本の声優
- 4月5日 - ロバート・ダウニー・Jr、アメリカの俳優
- 4月28日 - 竹本孝之、日本の俳優
- 5月3日 - 野村宏伸、日本の俳優
- 5月7日 - 上川隆也、日本の俳優
- 5月10日 - 草刈民代、日本のバレエダンサー・女優
- 5月21日 - 原田貴和子、日本の女優
- 5月23日 - 山口勝平、日本の声優
- 5月24日 - 小林聡美、日本の女優
- 5月31日 - ブルック・シールズ、アメリカの女優
- 6月6日 - 緒方恵美、日本の声優
- 6月10日 - エリザベス・ハーレイ、イギリスの女優
- 6月10日 - ヴェロニカ・フェレ、ドイツの女優
- 6月11日 - 沢口靖子、日本の女優
- 7月13日 - 本広克行、日本の映画監督
- 7月21日 - 杉本哲太、日本の俳優
- 7月22日 - 渡辺典子、日本の女優
- 7月25日 - イリーナ・ダグラス、アメリカの女優
- 7月26日 - ジェレミー・ピヴェン、アメリカの俳優
- 8月3日 - 藤田朋子、日本の女優
- 8月14日 - エマニュエル・ベアール、フランスの女優
- 8月18日 - 大谷育江、日本の声優
- 8月18日 - 吉川晃司、日本の歌手・俳優
- 8月27日 - 津田寛治、日本の俳優
- 8月31日 - 別所哲也、日本の俳優
- 9月3日 - チャーリー・シーン、アメリカの俳優
- 9月5日 - 仲村トオル、日本の俳優
- 9月25日 - 豊原功補、日本の俳優
- 10月10日 - 比企理恵、日本の女優
- 10月25日 - 髙嶋政宏、日本の俳優
- 11月20日 - 草尾毅、日本の声優
- 11月24日 - 古村比呂、日本の女優
- 11月30日 - ベン・スティラー、アメリカの俳優・映画監督
- 12月3日 - 古田新太、日本の俳優
- 12月7日 - 香川照之、日本の俳優
- 12月7日 - 尾美としのり、日本の俳優
- 12月16日 - 犬山イヌコ、日本の声優
- 12月21日 - 本木雅弘、日本の俳優

## 死去
| 日付 | 日付 | 名前                        | 国籍               | 年齢 | 職業                       |
| 1月  | 14日 | ジャネット・マクドナルド    | アメリカ合衆国の旗 | 61   | 歌手・女優                 |
| 2月  | 23日 | スタン・ローレル            | イギリスの旗       | 74   | 俳優                       |
| 3月  | 6日  | マーガレット・デュモント    | アメリカ合衆国の旗 | 82   | 女優                       |
| 3月  | 23日 | メイ・マレー                | アメリカ合衆国の旗 | 75   | 女優                       |
| 4月  | 10日 | リンダ・ダーネル            | アメリカ合衆国の旗 | 41   | 女優                       |
| 6月  | 7日  | ジュディ・ホリデイ          | アメリカ合衆国の旗 | 43   | 女優                       |
| 6月  | 22日 | デヴィッド・O・セルズニック | アメリカ合衆国の旗 | 63   | 映画プロデューサー・脚本家 |
| 7月  | 24日 | コンスタンス・ベネット      | アメリカ合衆国の旗 | 60   | 女優                       |
| 9月  | 8日  | ドロシー・ダンドリッジ      | アメリカ合衆国の旗 | 42   | 歌手・女優                 |
| 9月  | 27日 | クララ・ボウ                | アメリカ合衆国の旗 | 60   | 女優                       |